# Château d'Akutagawasan
Le château d'Akutagawasan (芥川山城, Akutagawasan-jō) est un château de l'époque Sengoku situé à Takatsuki, dans la préfecture d'Osaka, au Japon, au sommet d'une colline de 182.6 mètres,.

## Histoire
Le château d'Akutagawasan a été construit vers 1520 par Hosokawa Takakuni mais a ensuite été contrôlé par le clan Miyoshi,
Il est la base originale du pouvoir du clan Miyoshi avant que Miyoshi Nagayoshi ne déménage au château d'Iimoriyama. Après que Nagayoshi a quitté le château, son fils Miyoshi Yoshioki en est le responsable.
Des fouilles archéologiques ont mis au jour les restes de la résidence principale du château au sommet de la colline.

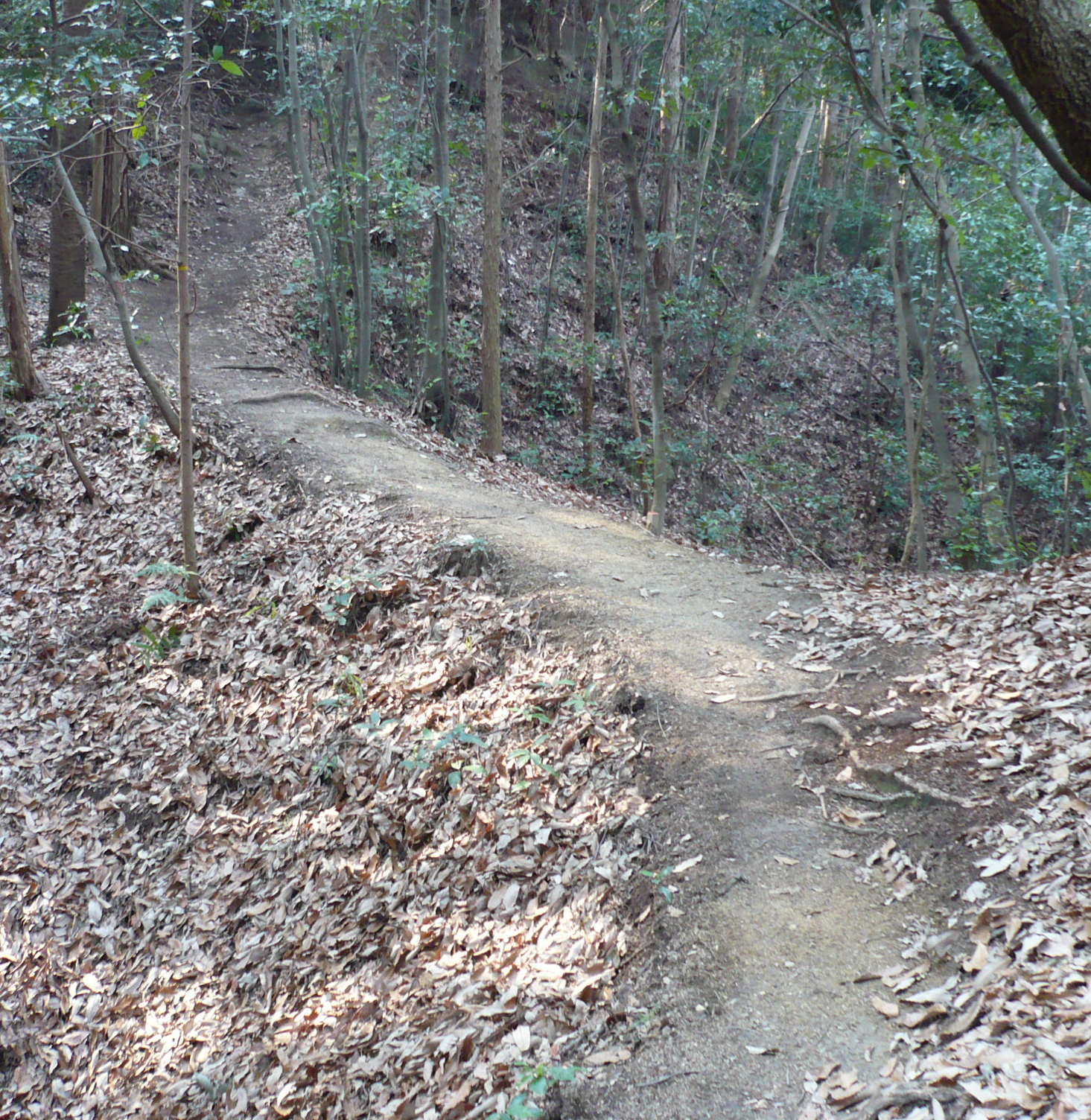
Pont en terre du château

## État de conservation
Le château n'est plus aujourd'hui que des ruines, avec quelques murs de pierre, des douves et des ponts.
Le château a été classé parmi les 100 plus beaux châteaux japonais en 2017.